# Kalsdorf bei Graz
Kalsdorf bei Graz je městys v rakouské spolkové zemi Štýrsko, v okrese Štýrský Hradec-okolí.
K 1. lednu 2015 zde žilo 6 182 obyvatel.